# Tinkoff 2016
Questa voce raccoglie le informazioni riguardanti il team ciclistico Tinkoff nelle competizioni ufficiali della stagione 2016.

## Organico
Organico da Uci.ch.

### Staff tecnico
|  | Naz.                   | Ruolo | Sportivo            |  |  |  |
|  | ---------------------- | ----- | ------------------- |  |  |  |
|  | Italia (bandiera)      | GM    | Stefano Feltrin     |  |  |  |
|  | Paesi Bassi (bandiera) | DS    | Steven de Jongh     |  |  |  |
|  | Italia (bandiera)      | DS    | Ivan Basso          |  |  |  |
|  | Italia (bandiera)      | DS    | Bruno Cenghialta    |  |  |  |
|  | Paesi Bassi (bandiera) | DS    | Tristan Hoffman     |  |  |  |
|  | Danimarca (bandiera)   | DS    | Lars Michaelsen     |  |  |  |
|  | Portogallo (bandiera)  | DS    | Ricardo Scheidecker |  |  |  |
|  | Italia (bandiera)      | DS    | Giuseppe Toni       |  |  |  |
|  | Slovacchia (bandiera)  | DS    | Ján Valach          |  |  |  |
|  | Spagna (bandiera)      | DS    | Francisco Vila      |  |  |  |
|  | Regno Unito (bandiera) | DS    | Sean Yates          |  |  |  |

### Rosa
|  | Naz.                   |  | Sportivo                     | Anno |  |  |
|  | ---------------------- |  | ---------------------------- | ---- |  |  |
|  | Italia (bandiera)      |  | Davide Ballerini (stagista)  | 1994 |  |  |
|  | Slovacchia (bandiera)  |  | Erik Baška                   | 1994 |  |  |
|  | Italia (bandiera)      |  | Daniele Bennati              | 1980 |  |  |
|  | Regno Unito (bandiera) |  | Adam Blythe                  | 1989 |  |  |
|  | Italia (bandiera)      |  | Manuele Boaro                | 1987 |  |  |
|  | Polonia (bandiera)     |  | Maciej Bodnar                | 1985 |  |  |
|  | Danimarca (bandiera)   |  | Matti Breschel               | 1984 |  |  |
|  | Russia (bandiera)      |  | Pavel Brutt                  | 1982 |  |  |
|  | Spagna (bandiera)      |  | Alberto Contador             | 1982 |  |  |
|  | Italia (bandiera)      |  | Lorenzo Fortunato (stagista) | 1996 |  |  |
|  | Italia (bandiera)      |  | Oscar Gatto                  | 1985 |  |  |
|  | Austria (bandiera)     |  | Michael Gogl                 | 1993 |  |  |
|  | Danimarca (bandiera)   |  | Jesper Hansen                | 1990 |  |  |
|  | Spagna (bandiera)      |  | Jesús Hernández              | 1981 |  |  |
|  | Croazia (bandiera)     |  | Robert Kišerlovski           | 1986 |  |  |
|  | Slovacchia (bandiera)  |  | Michael Kolář                | 1992 |  |  |
|  | Rep. Ceca (bandiera)   |  | Roman Kreuziger              | 1986 |  |  |
|  | Polonia (bandiera)     |  | Rafał Majka                  | 1989 |  |  |
|  | Australia (bandiera)   |  | Jay McCarthy                 | 1992 |  |  |
|  | Italia (bandiera)      |  | Andrea Montagnoli (stagista) | 1995 |  |  |
|  | Portogallo (bandiera)  |  | Sérgio Paulinho              | 1980 |  |  |
|  | Russia (bandiera)      |  | Evgenij Petrov               | 1978 |  |  |
|  | Polonia (bandiera)     |  | Paweł Poljański              | 1990 |  |  |
|  | Australia (bandiera)   |  | Michael Rogers               | 1979 |  |  |
|  | Russia (bandiera)      |  | Ivan Rovnyj                  | 1987 |  |  |
|  | Slovacchia (bandiera)  |  | Juraj Sagan                  | 1988 |  |  |
|  | Slovacchia (bandiera)  |  | Peter Sagan                  | 1990 |  |  |
|  | Danimarca (bandiera)   |  | Chris Anker Sørensen         | 1984 |  |  |
|  | Italia (bandiera)      |  | Matteo Tosatto               | 1974 |  |  |
|  | Russia (bandiera)      |  | Yuri Trofimov                | 1984 |  |  |
|  | Russia (bandiera)      |  | Nikolaj Trusov               | 1985 |  |  |
|  | Danimarca (bandiera)   |  | Michael Valgren Andersen     | 1992 |  |  |

## Palmarès
Palmarès da Procyclingstats.com.

### Corse a tappe
World Tour
- Tour Down Under

2ª tappa (Jay McCarthy)
- Vuelta al País Vasco

6ª tappa (Alberto Contador)
Classifica generale (Alberto Contador)
- Critérium du Dauphiné

Prologo (Alberto Contador)
- Tour de Suisse

2ª tappa (Peter Sagan)
3ª tappa (Peter Sagan)
- Tour de France

2ª tappa (Peter Sagan)
11ª tappa (Peter Sagan)
16ª tappa (Peter Sagan)
- Eneco Tour

3ª tappa (Peter Sagan)
4ª tappa (Peter Sagan)
Continental
- Vuelta a Andalucía

1ª tappa (Daniele Bennati)
3ª tappa (Oscar Gatto)
- Volta ao Algarve

5ª tappa (Alberto Contador)
- Driedaagse De Panne - Koksijde

3ª tappa, 2ª semitappa (Maciej Bodnar)
- Giro di Croazia

5ª tappa (cronosquadre)
- Tour of California

1ª tappa (Peter Sagan)
4ª tappa (Peter Sagan)
- Giro di Danimarca

1ª tappa (Daniele Bennati)
3ª tappa (Michael Valgren Andersen)
Classifica generale (Michael Valgren Andersen)
- Vuelta a Burgos

Classifica generale (Alberto Contador)
- Giro della Toscana - Memorial Alfredo Martini

Classifica generale (Daniele Bennati)

### Corse in linea
World Tour
- Gand-Wevelgem (Peter Sagan)
- Giro delle Fiandre (Peter Sagan)
- Grand Prix Cycliste de Québec (Peter Sagan)

Continental
- Handzame Classic (Erik Baška)

### Campionati nazionali
- Campionati polacchi

Cronometro (Maciej Bodnar)
In linea (Rafał Majka)
- Campionati britannici

In linea (Adam Blythe)
- Campionati cechi

In linea (Roman Kreuziger)
- Campionati slovacchi

In linea (Peter Sagan)

### Campionati mondiali e continentali
Nota: nei campionati continentali e mondiali gli atleti gareggiano rappresentando la propria federazione, e non la squadra di appartenenza.
- Campionati europei

In linea Elite (Peter Sagan)
- Campionati del mondo

In linea Elite (Peter Sagan)